# 蒙大拿·喬丹
蒙大拿·喬丹（英語：Montana Jordan，2003年3月8日—）是一位美國男演員。他知名於飾演《少年謝爾頓》（2017年-）中的小喬治·高栢。他在2018年憑該角色獲提名青年艺术家奖電視劇最佳演出獎-青年男配角（英語：Best Performance in a TV Series – Supporting Teen Actor）。

## 早年生活
蒙大拿·喬丹出生於德克萨斯州的長景，並在德克薩斯州的厄勒城長大。

## 職業生涯
2015年10月，喬丹在10,000名試鏡者中被選中，飾演喬迪·希爾執導電影《白尾鹿獵人的遺產》中的“賈登”一角，這是他的第一個角色；電影中喬許·布洛林飾演他的父親，並於2018年3月發佈。
2017年3月，喬丹在《生活大爆炸》的衍生劇《少年謝爾頓》中主演謝爾頓·庫珀的哥哥小喬治·庫珀。他在第39屆青年艺术家奖中獲提名電視劇最佳演出獎-青年男配角，但該獎最終由《Teens 101》的迪倫·達夫（英語：Dylan Duff）贏得。

## 作品列表

### 電影
| 年份 | 標題                 | 角色            | 附註 |
| ---- | -------------------- | --------------- | ---- |
| 2018 | 《白尾鹿獵人的遺產》 | 賈登·弗格森（Jaden Ferguson） |      |

### 電視
| 年份       | 標題           | 角色                  | 附註                         |
| ---------- | -------------- | --------------------- | ---------------------------- |
| 2017－2024 | 《少年謝爾頓》 | 小喬治·庫珀 | 主演                         |
| 2018       | 《生活大爆炸》 | 小喬治·庫珀 | 單集：“The VCR Illumination” |

### 獎項和提名
| 年份 | 獎項         | 類別                                  | 提名作品       | 結果 | 來源 |
| ---- | ------------ | ------------------------------------- | -------------- | ---- | ---- |
| 2018 | 青年艺术家奖 | 電視劇最佳演出獎-青年男配角（英語：Best Performance in a TV Series – Supporting Teen Actor） | 《少年謝爾頓》 | 提名 |      |

## 外部連結
- 蒙大拿·喬丹在互联网电影资料库（IMDb）上的資料（英文）
- Montana Jordan （页面存档备份，存于） on CBS.com